# Província de Lleida
La província de Lleida (occità aranés: província de Lhèida) és una demarcació administrativa espanyola amb capital a Lleida que aglutina 229 municipis del nord-oest de Catalunya amb una població total de 446.793 habitants. El govern provincial és la Diputació de Lleida amb seu a l'edifici anomenat Palau de la Diputació a la rambla de Ferran de Lleida.
Està previst, en virtut de la llei de vegueries aprovada pel Parlament de Catalunya, que la Diputació de Lleida sigui substituïda inicialment per un consell de vegueria i posteriorment per dos: el de la vegueria de Lleida i el de la vegueria de l'Alt Pirineu i Aran.
La demarcació comprèn també la Vall d'Aran, vall de muntanya culturalment occitana i en la qual s'hi parla una varietat de la llengua occitana, tradicionalment coneguda com a aranès i que té 10.175 habitants.

## Història
La delimitació de la província de Lleida va resultar complexa amb diferents alternatives. La reducció de quatre províncies plantejava l'alternativa d'unir la plana de Lleida a l'Alt Pirineu o a les Terres de l'Ebre. Històricament l'actual província estava dividida en diverses vegueries.
En la primera proposta provincial del 1821, la capital provincial era assignada a la Seu d'Urgell. La Paeria de Lleida es va mobilitzar i va fer una intensa campanya per aconseguir la capitalitat i a més reivindicava tota la Catalunya occidental, des del Segre fins al delta de l'Ebre, incorporant el corregiment de Tortosa. La recollida de signatures va tenir un èxit notable amb l'aval de 139 municipis d'una àmplia àrea que anava des del Cinca a la Segarra i del Montsec a les Garrigues. Onze municipis al voltant de Tamarit de Llitera van subscriure, a més de la capitalitat de Lleida, el canvi de província. La comissió parlamentària i els diputats catalans van acabar canviant la capital en el projecte aprovat el 1822.
L'ajuntament de Puigcerdà s'havia manifestat reiteradament contrari a la incorporació a la demarcació de Lleida per la seva rivalitat amb la Seu d'Urgell. La Cerdanya havia sigut assignada, el 1822, a la província de Barcelona, però en la divisió definitiva del 1833 quedava partida amb l'àrea de Puigcerdà a la província de Girona i l'àrea de Bellver de Cerdanya a la de Lleida.

## Territori

### Municipis
Els municipis més poblats, amb dades del 2023, són:
1. Lleida (143.094 hab.)
2. Tàrrega (18.268 hab.)
3. Balaguer (17.649 hab.)
4. Mollerussa (15.037 hab.)
5. La Seu d'Urgell (12.568 hab.)
6. Alcarràs (9.787 hab.)
7. Cervera (9.453 hab.)
8. Solsona (9.171 hab.)
9. Guissona (7.603 hab.)
10. Alpicat (6.394 hab.)

### Comarques
- l'Alta Ribagorça
- l'Alt Urgell
- la Baixa Cerdanya (meitat occidental)
- les Garrigues
- la Noguera
- el Pallars Jussà
- el Pallars Sobirà
- el Pla d'Urgell
- la Segarra
- el Segrià
- el Solsonès
- l'Urgell
- la Vall d'Aran

També inclou Gósol, municipi de la comarca del Berguedà.

### Partits judicials

Partits judicials de Lleida

La província de Lleida està dividida administrativament en 7 partits judicials.
|   | Partit judicial  | Nombre mun. | Població (hab) [2009] | Superfície (km²) | Densitat (hab/km²) |
| - | ---------------- | ----------- | --------------------- | ---------------- | ------------------ |
| 1 | Tremp            | 32          | 25.840                | 3.130,9          | 8,3                |
| 2 | Balaguer         | 41          | 66.143                | 1.952,2          | 33,9               |
| 3 | Cervera          | 36          | 50.941                | 1.011,6          | 50,4               |
| 4 | Lleida           | 65          | 237.979               | 2.185,6          | 108,9              |
| 5 | Seu d'Urgell, la | 22          | 23.172                | 1.584,7          | 14,6               |
| 6 | Vielha e Mijaran | 9           | 10.295                | 632,9            | 16,3               |
| 7 | Solsona          | 26          | 22.032                | 1.651,7          | 13,3               |
|   | Lleida           | 231         | 436.402               | 12.149,6         | 35,9               |

## Turisme
Lleida, situada en un privilegiat enclavament geogràfic —entre Barcelona i Madrid—, a la part occidental de Catalunya, al nord-est de la península Ibèrica, limita al nord amb França i Andorra. Constitueix una destinació coneguda per a molts amants de la muntanya, de l'esquí, de la cultura o dels esports d'aventura, però al mateix temps és una destinació amb una gran varietat de propostes i ofertes turístiques ideals per passar unes vacances amb la família o els amics. Un territori on el visitant pot gaudir durant les quatre estacions de l'any d'un entorn natural complementat per un patrimoni cultural i artístic de primer ordre, per l'encant de pobles amb història, per les tradicions ancestrals, per un turisme actiu i d'aventura pensat per a l'usuari més exigent, per la seva saborosa gastronomia i per l'autenticitat i l'amabilitat de les seves gents.

### Natura
En l'àmbit natural, Lleida ofereix paisatges molt diversos. A la zona d'alta muntanya dels Pirineus els visitants trobaran naturalesa en estat pur, amb especial esment al Parc Nacional d'Aigüestortes i Estany de Sant Maurici —l'únic parc nacional de Catalunya— i als parcs naturals de l'Alt Pirineu i Cadí-Moixeró. Al Prepirineu trobem el Parc Territorial Collegats - Terradets, la Reserva Nacional de Caça de Boumort o el congost de Mont-rebei, entre altres indrets d'interès. La zona del pla ofereix uns paisatges tranquils, sobris en alguns casos i fèrtils en uns altres, decorats amb oliveres centenàries, arbres fruiters i terres de cultiu. Hi destaquen paratges espectaculars com l'Estany d'Ivars i Vila-sana o l'Aiguabarreig Segre-Cinca.

### Esports
D'altra banda, les comarques de Lleida continuen liderant l'oferta dels esports d'aventura, amb més de 170 empreses que organitzen una cinquantena d'activitats diferents d'aigua, aire i terra. La demarcació és també capdavantera en el sector de l'esquí: els 11 complexos lleidatans agrupats sota la marca “Neu de Lleida” ofereixen més de 450 km de pistes, una capacitat per desplaçar 115.000 passatgers/h mitjançant 81 remuntadors i més de 30.000 places d'allotjament reglat al costat dels centres hivernals.

### Cultura
Al ric patrimoni monumental —encapçalat pel llegat romànic, que té el seu màxim exponent en les Esglésies romàniques de la Vall de Boí Patrimoni de la Humanitat per la Unesco — s'afegeix l'àmplia oferta festiva i d'activitats esportives i culturals. A més, cal incidir en diverses iniciatives que han contribuït a desestacionalitzar el sector, com el Parc Astronòmic Montsec, amb el Observatori Astronòmic del Montsec, una realitat ambiciosa que combina la investigació, l'educació i la divulgació amb el turisme cultural i científic; l'engegada del Tren dels Llacs, ferrocarril turístic que uneix la capital lleidatana amb el Prepirineu; la creació de nous espais expositius (el Museu de Lleida, el Museu dels Vestits de Paper de Mollerussa, el Museu de l'Esquí de la Val d'Aran, de rutes destinades a donar a conèixer la riquesa natural, cultural i monumental de la zona (Ruta dels Castells del Sió, Ruta del Pirineu Comtal, Pallars Nostàlgic, Ruta del Vi de les Garrigues, Rutes Literàries del Pallars, etc.) o projectes per promoure l'excel·lència turística com la Xarxa de Pobles amb Encant.

### Lleida
Menció a part mereix la capital, Lleida, en la qual el llegat monumental (l'esplèndida Seu Vella, joia del període romanicogòtic, el Castell del Rei o el Castell de Gardeny conviu amb equipaments moderníssims com la Llotja, un palau de congressos apte per a trobades professionals i grans espectacles; sense oblidar esdeveniments com la Fira de Sant Miquel o l'Aplec del Caragol.

### Marca Ara Lleida
Per promocionar tot aquest territori, es crea la marca turística Ara Lleida, la qual neix l'any 1990 per iniciativa del Patronat de Turisme de la Diputació de Lleida. Una marca que va més enllà d'una estratègia publicitària. Després de 22 anys de mantenir de manera inalterable amb el mateix grafisme la marca “Ara Lleida”, l'organisme va apostar per un canvi d'imatge amb un redisseny i un grafisme més fresc i flexible per tal que la marca s'actualitzi als nous temps amb la nova creativitat. Al redisseny del logotip “Ara Lleida” s'ha introduït la incorporació de la nova marca “Visit Lleida”, una imatge més global que permet posicionar millor la marca i la captació de visitants nous tant de l'àmbit estatal com de l'internacional.
La marca complementa la de "Pirineus" de Turisme de Catalunya que promociona la cara sud del Pirineu català i aranès.

### Indrets destacats
- Parc Nacional d'Aigüestortes i Estany de Sant Maurici.
- La Seu Vella de Lleida.
- Santa Maria de Vallbona de les Monges.
- Nucli antic de Cervera (BCIN)
- Monestir de Santa Maria de Bellpuig de les Avellanes.
- Museu de Joguets i Autòmats de Verdú.
- Museu de Lleida Diocesà i Comarcal.

## Demografia
| 1497 f | 1515 f | 1553 f | 1717   | 1787    | 1857    | 1877    | 1887    | 1900    | 1910    |
| ------ | ------ | ------ | ------ | ------- | ------- | ------- | ------- | ------- | ------- |
| 12.839 | 13.957 | 17.177 | 75.892 | 155.326 | 306.994 | 285.339 | 285.417 | 274.590 | 284.971 |

| 1920    | 1930    | 1940    | 1950    | 1960    | 1970    | 1981    | 1990    | 1992    | 1994    |
| ------- | ------- | ------- | ------- | ------- | ------- | ------- | ------- | ------- | ------- |
| 314.670 | 314.435 | 297.440 | 324.062 | 333.765 | 347.015 | 355.451 | 356.939 | 354.297 | 354.297 |

| 1996    | 1998    | 2000    | 2002    | 2004    | 2006    | 2008    | 2010    | 2012    | 2014    |
| ------- | ------- | ------- | ------- | ------- | ------- | ------- | ------- | ------- | ------- |
| 356.456 | 357.903 | 361.590 | 371.055 | 385.092 | 407.496 | 426.872 | 439.253 | 443.032 | 431.375 |

| 2016    | 2018    | 2020    | 2022 | 2024    | 2026 | 2028 | 2030 | 2032 | 2034 |
| ------- | ------- | ------- | ---- | ------- | ---- | ---- | ---- | ---- | ---- |
| 428.183 | 427.718 | 434.613 | -    | 451.197 | -    | -    | -    | -    | -    |

Les dades anteriors a la formació de la província (1833) són la suma dels municipis actuals.